# Британская Вест-Индия

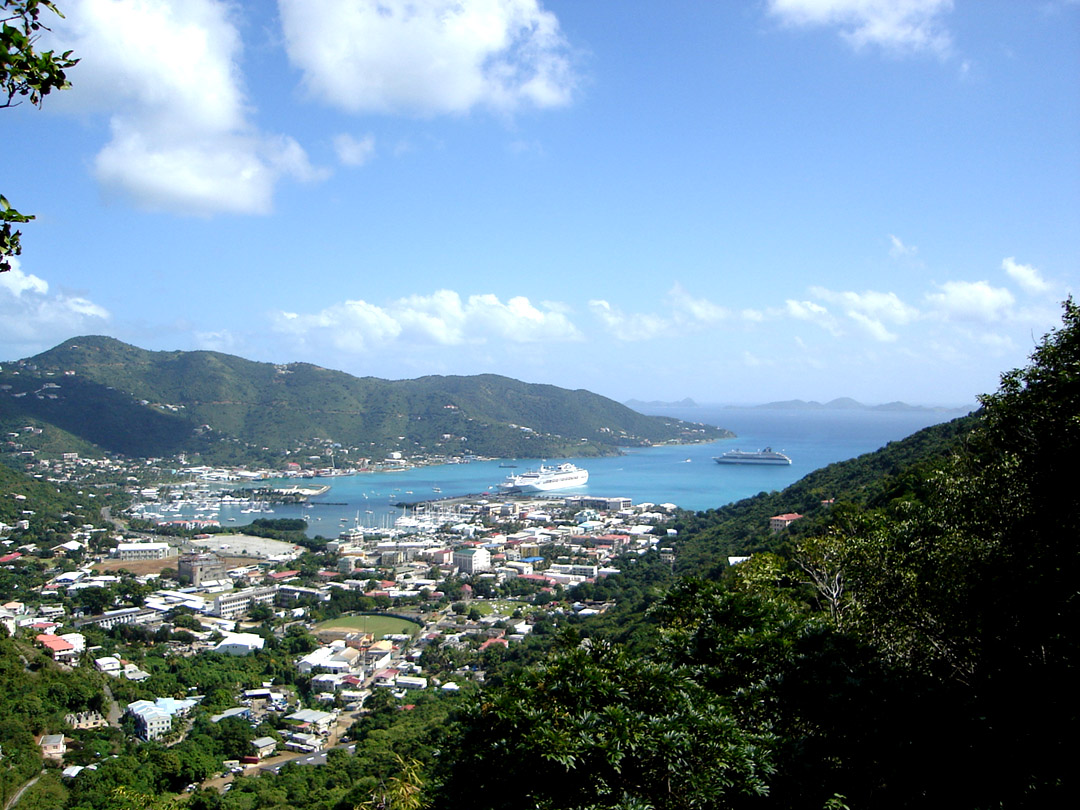
Род-Таун, Британские Виргинские острова

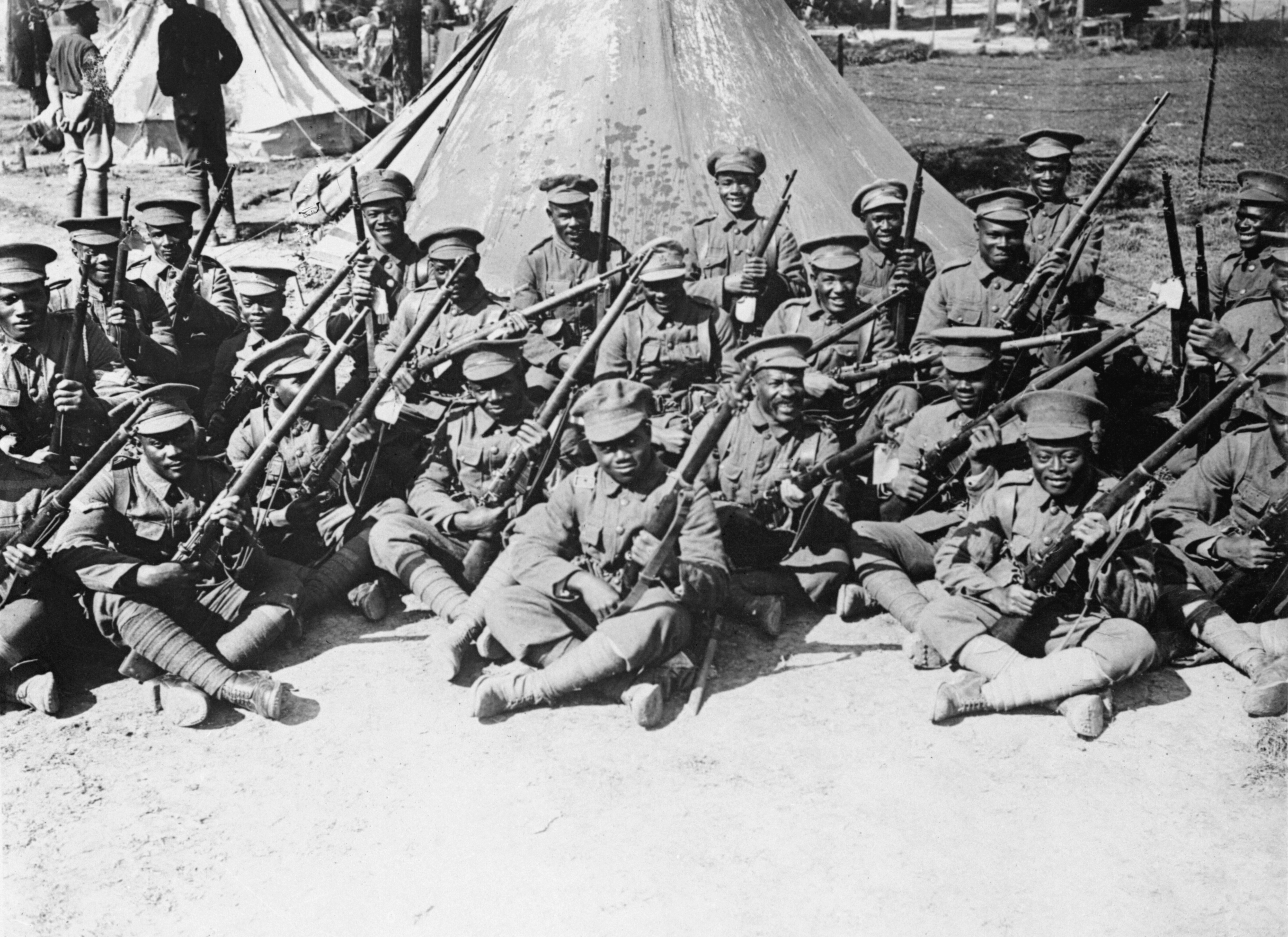
Солдаты полка Британской Вест-Индии во время Первой мировой войны

Британская Вест-Индия (англ. British West Indies) — историческое название части островов Карибского моря, являвшихся частью Британской империи. Иногда к Британской Вест-Индии относят континентальные владения Великобритании в Гондурасе и Гайане.
В 1912 году Британская Вест-Индия включала восемь колоний: Багамы, Барбадос, Британская Гайана, Британский Гондурас, Наветренные острова, Подветренные Антильские острова, Тринидад и Тобаго и Ямайка. В период между 1958 и 1962 годом все островные территории за исключением Багамских и Виргинских островов были объединены в Федерацию Вест-Индии. В настоящее время часть бывших колоний Британской Вест-Индии являются независимыми государствами, а часть заморскими территориями Великобритании. Большинство бывших стран Британской Вест-Индии являются королевствами Содружества.

## Территории
Частью Британской Вест-Индии являлись следующие территории (в скобках указан текущий статус или дата получения независимости):
- Ангилья (заморская территория Великобритании)
- Антигуа и Барбуда (1981)
- Багамские Острова (1973)
- Барбадос (1966)
- Белиз (ранее Британский Гондурас, 1981)
- Бермудские острова (заморская территория Великобритании)
- Британские Виргинские острова (заморская территория Великобритании)
- Гайана (ранее Британская Гвиана, 1966)
- Гренада (1974)
- Доминика (1978)
- Каймановы острова (заморская территория Великобритании)
- Монтсеррат (заморская территория Великобритании)
- Сент-Винсент и Гренадины (1979)
- Сент-Китс и Невис (1983)
- Сент-Люсия (1979)
- Теркс и Кайкос (заморская территория Великобритании)
- Тринидад и Тобаго (1962)
- Ямайка (1962)